# 町田ひろ子アカデミー
町田ひろ子アカデミー（まちだひろこ-）はインテリア業やガーデニング業の専門家を目指すための学校。町田ひろ子主宰。
表参道の東京校ほか、大阪校、札幌校、仙台校、名古屋校、福岡校を開催。
4月生と10月生で授業を開講している。インテリア家具・雑貨のオンラインショップ「GREEN Mall」なども運営する。
現在「町田ひろ子インテリアコーデイネーターアカデミー」としてインテリアに関する学校と、ガーデニングに関するコース、CADに関するコースを開講している。

## 開講コース・講座
- インテリアコーデイネーターコース
- インテリアコーデイネーター専門科
- インテリアコーデイネーター本科
- インテリアコーデイネーター特別専門科
- 店舗デザイナーコース
- ガーデニングプランナー科
- 福祉住環境コーディネーター科
- インテリアCADコース
- 各種資格取得受験対策講座